# Епархия Гранд-Айленда
Епархия Гранд-Айленда (лат. Dioecesis Insulae Grandis) — епархия Римско-Католической церкви в городе Гранд-Айленд, штат Небраска, США. Епархия Гранд-Айленда входит в митрополию Омахи. Кафедральным собором епархии Гранд-Айленда является Собор Рождества Пресвятой Девы Марии.

## История
8 марта 1912 года Святой Престол учредил епархию Кирни, выделив её из архиепархии Омахи. 13 мая 1916 года епархия Кирни расширила свою территорию за счёт епархии Омахи. 
11 апреля 1917 года епархия Кирни была переименована в епархию Гранд-Айленда.

## Ординарии епархии
- епископ Джеймс Альберт Даффи[англ.] (25.01.1913 — 07.05.1931)
- епископ Станислав Винсент Бона[англ.] (18.12.1931 — 02.12.1944) — назначен епископом-коадъютором, позднее епископом Грин-Бея
- епископ Эдвард Джозеф Ханкелер[англ.] (10.03.1945 — 31.03.1951) — назначен епископом Канзас-Сити
- епископ Джон Лайнус Пейсченг[англ.] (28.07.1951 — 25.07.1972)
- епископ Джон Джозеф Салливан[англ.] (25.07.1972 — 27.06.1977) — назначен епископом Канзас-Сити — Сент-Джозефа
- епископ Лоуренс Джеймс Макнамара[англ.] (10.01.1978 — 14.10.2004)
- епископ Уильям Джозеф Дендинджер[англ.] (14.10.2004 — 14.01.2015)
- епископ Джозеф Джерард Ханефельдт[англ.] (с 14.01.2015)

## Источник
- Annuario Pontificio, Libreria Editrice Vaticana, Città del Vaticano, 2003, ISBN 88-209-7422-3